# Ute Tietje
Ute Tietje (* 6. Februar 1949 in Bremen) ist eine deutsche Journalistin und Autorin.

## Leben
Tietje ist diplomierte Betriebswirtin. Seit 1987 schreibt sie Artikel für Fachmagazine. 1999 erschien ihr erstes Buch im Franckh-Kosmos-Verlag. Ihr Themenspektrum umfasst Reitsportfachbücher, darunter ein Lexikon für den Westernreitsport, spezielle Kochbücher mit 100 Jahre alten Rezepten sowie drei belletristische Werke. Zwei ihrer Bücher erschienen auch in Ungarn und den Niederlanden.
Ihre Publikationen in Magazinen und Tageszeitungen umfassen neben dem Reitsport Themen aus dem Südwesten der USA wie Museen, historische Ranches und Orte sowie u. a. die Berichterstattung über Großevents, wie z. B. jahrelang die QH-Weltmeisterschaft in Oklahoma City.
Von 1990 bis 2007 arbeitete sie auf ihrer Ranch bei Verden, aber auch bundesweit als Trainerin im Westernreitsport mit besonderem Fokus auf Jugendarbeit. Sie leitete deutschlandweit Seminare, hielt Vorträge (u. a. im Deutschen Pferdemuseum Verden/Aller) über den Westernreitsport. Seit 1991 bereiste sie mehrmals im Jahr den Südwesten sowie gelegentlich auch andere Staaten Nordamerikas, um Material für neue Bücher und Veröffentlichungen zu sammeln. Einen großen Teil des Jahres 2007 verbrachte sie in Kanada, auch in Andalusien anderen Länder recherchierte sie.

## Publikationen
- Westernreiten. Franckh-Kosmos-Verlag, Stuttgart 1999, ISBN 3-440-07817-5.
  - Westernlovaglás. Ungarische Ausgabe. Proxon MediaProduceri Iroda, Gyór/UN, 2004, ISBN 963-216-328-1.
- Kosmos-Lexikon Westernreiten. Franckh-Kosmos-Verlag, Stuttgart 2000, ISBN 3-440-08049-8.
- Cowboy Cooking - Traditionelle Chuck Wagon und Ranchküche. Buffalo Verlag, Verden/Aller 2003, ISBN 3-9809141-0-0.
  - Cowboy Cooking - Traditionele Chuck Wagon- en Ranch-Keuken. Niederländische Ausgabe.Buffalo Verlag, Verden Aller 2008, ISBN 978-3-9809141-7-8.
- Indian Cooking - Indianische Küche des Südwestens und der Plains. Buffalo Verlag, Verden/Aller 2004, ISBN 3-9809141-1-9.
- Carmen in fünf Akten. Humorvoller Roman. Buffalo Verlag, Verden/Aller 2006, ISBN 3-9809141-3-5.
- Andalusische Küche - Iberische Köstlichkeiten mit maurischem Erbe. Buffalo Verlag, Verden/Aller 2006, ISBN 3-9809141-4-3.
- Kanadische Küche - Kulinarisches Erbe der Pioniere und Indianer Ontarios. Buffalo Verlag, Verden/Aller 2008, ISBN 978-3-9809141-5-4.
- Nordamerika vegetarisch - Kulinarisches Erbe der Pioniere und Indianer. Buffalo Verlag, Verden/Aller 2008, ISBN 978-3-9809141-6-1.
- Texas-BBQ - Grillen wie die Rancher und Cowboys. Buffalo Verlag, Verden/Aller 2009, ISBN 978-3-9809141-8-5.
- 100 Übungen für Freizeit- und Turnierreiter. Ute Tietje und Hubertus Ott. Buffalo Verlag, Verden/Aller 2010, ISBN 978-3-9813009-0-1.
- Lexikon Westernreiten – Praxiswissen von A – Z. Buffalo Verlag, Verden/Aller 2010, ISBN 978-3-9813009-3-2.
- Abenteuer in Texas – Das Geheimnis der Wolf Creek Ranch. Buffalo Verlag, Verden/Aller 2012, ISBN 978-3-9813009-1-8.
- Trail-Training – Vom Playday bis zur Meisterschaft. Buffalo Verlag, Verden/Aller 2014, ISBN 978-3-9813009-7-0.
- Texas-BBQ - Grillen wie die Rancher und Cowboys. Buffalo Verlag, Verden/Aller 2018, ISBN 978-3-946860-40-2. (Komplett überarbeitete Neuauflage)
- Nordamerika vegetarisch - Kulinarisches Erbe der Pioniere und Indianer. Buffalo Verlag, Verden/Aller 2018, ISBN 978-3-946860-43-3. (Komplett überarbeitete Neuauflage)
- Kanadische Küche - Kulinarisches Erbe der Pioniere und Indianer Ontarios. Buffalo Verlag, Verden/Aller 2018, ISBN 978-3-9809141-5-4. (Komplett überarbeitete Neuauflage)
- Camping-Kochbuch - 210 leckere Rezepte schnell und einfach zubereiten. Buffalo Verlag, Verden/Aller 2019, ISBN 978-3-946860-00-6.
- Lexikon Westernreiten – Praxiswissen von A – Z. Buffalo Verlag, Verden/Aller 2019, ISBN 978-3-946860-49-5. (Komplett aktualisierte + überarbeitete Neuauflage)
- Cowboy- und Ranchküche des mittleren Südwestens. Buffalo Verlag, Verden Aller 2020, ISBN 978-3-946860-03-7.
- Lobo – Die Lebensgeschichte eines spanischen Strandhundes. Buffalo Verlag, Verden Aller 2021, ISBN 978-3-946860-19-8.
- Indianische Küche des Südwestens und der Plains –  Buffalo Verlag, Verden Aller 2023, ISBN 978-3-946860-06-8